# 語学
語学（ごがく）とは、母語以外の言語を学ぶこと。言語学を指すこともあるが、語学はあくまで「実用」を目的とし、言語学はあくまで「言語そのものの解明」を目的とする。

## 語学の方法
語学には、様々な方法がある。その中には、かつては主流だったものが現在では、ほとんど実践されなくなってしまったものや、支持が得られなくなったものも多い。

## 語学の必要性
AIの発達による機械翻訳の実用化で、外国語学習の必要が減じることはないとされている。

## 主要な言語の難易と習得上の特徴
以下は、特に言及がない限り日本語母語話者が諸言語を習得するときの難易とその特徴について述べるものとする。

### アラビア語
アラビア語の学習は非常に困難である。アラビア語は日本語や英語と似ておらず、かつ、語根のしくみなどある程度アラビア語の文法を習得しなければ『現代文語アラビア語辞典』などアラビア語の辞書を用いることは難しい。

### イタリア語
イタリア語は、世界中の多くの学校で広く教えられており、実際、第二言語としては4～5番目の規模があるとされている。しかし、日本の初等教育、中等教育において第一外国語として教えられることは稀である。
日本においては、第二、第三外国語として主に大学で学習される。2003年の調査によると、全国105の大学で、約1万人の学習者がいるという。

### スペイン語
スペイン語は、英語学習をしっかりとやってきた日本人には、比較的有利な言語である。ラテン系言語で、英語と多少異なるものの、単語の大部分は英語と共通性を持っている ため、全く初見の単語と出くわしたとしても、英語の既得知識により、そのスペルからおおよその意味を推定できる。
文字は、アルファベット表記を基本としており特殊文字はニョール等ごく一部で、学びやすい。また、発音に至っては日本語と同じく母音を中心として発音構造を持ち、おおむねスペルの通り発音ができるため、ヒアリング、スピーキングの点においては、欧州言語の中でも比較的学びやすい。
しかし、英語には無い、女性名詞・男性名詞の存在、英語と異なり全ての時制変化に人称変化が影響してくるという複雑性があるので、最初はかなりこの点で苦労する。

### 中国語
中国語は、ニューズウィーク調査によれば、日本人が学びやすい言語として、レベル2にランクされ比較的学びやすいとされている。理由としては、やはり日本人に馴染みがある漢字を採用している部分が大きい。したがって、中国語を学んだことが全くない日本人でも一部の語句の意味を掴む事は可能であるが、語順は英語と同様SVOであったり、日本では存在しない漢字が多数あったりと一筋縄にいかない部分もある。また、発音については4つの声調を持つうえに、必ずしも漢字のスペルと日本人の感覚で考える発音と一致するわけではないので、リスニング・スピーキングは難関であると言えるが、読み書きは漢字を使用する日本人においては他言語話者に比べてアドバンテージが大きいと言える。

### 朝鮮語
朝鮮語は、ニューズウィーク調査によれば、インドネシア語と並んで最も学びやすいレベル1の評価が与えられている。日本語を母語とする者にとっては、最も習得しやすい外国語の一つとして数えられる。文法においては、その語順が主語→目的語・補語等→述語という並びが類似している。文字は、朝鮮語でしか使われないハングルが用いられるため、日本人を含む外国人が朝鮮語を学ぶにはハングルの習得から入ることが多いが、ハングルは規則性がしっかりしているので、一度覚えてしまえば、ライティングはともかくとしてリーディングにおいては比較的早く習得できる。また、ハングルであっても、体言を中心として多くが漢語由来の言葉のため、日本人が朝鮮語の語彙を増やすにあたっては、かなり有利である。
以下に引用する1880年に示されたドイツの実業家であるエルンスト・オッペルトの見解によれば、朝鮮語は欧米では習得するのが困難な言語とされている。
朝鮮語を習得し正確に話すことの難しさは、中国語の学習につきまとう困難と比較しても全く劣ってはいない。この難しさは際限なく大なるものであると多くの者はみなしており、またその難易度は、外国人でも比較的短時間で日本語の知識(a knowledge of Japanese)を獲得できるその比較的容易な度合いに比することはできない。
アメリカ国防総省のDefense Language Instituteは、アラビア語、中国語、朝鮮語、および日本語をカテゴリーIVに分類している。これは、英語話者である学習者の当該言語習熟レベルが「社会生活、また職場での一部の要求を満たす十分な能力」を持ち、また「過去、現在、および未来時制を使用して具体的な話題を扱うことができる」程度に達するのに63週間必要であることを意味する（フランス語、スペイン語、ポルトガル語、イタリア語は25週間とされる）。アメリカにおける朝鮮語の学習者は、朝鮮語を継承するコリアンアメリカンに多く占められており、非軍事大学で朝鮮語を学ぶ学生の80%を超えると推定されている。朝鮮語はある特定の言語話者の方が学習が大幅に容易であるという。日本での方がより広く、朝鮮語を継承する者でない学習者に朝鮮語は学ばれている。朝鮮語が母語でない者の朝鮮語の能力を評価することを目的とした世界韓国語認証試験は1997年に始まり、2005年の試験については17,000人が申請を行ったという。

### トルコ語
トルコ語は、言語類型において日本語と同様の膠着語に属し、語順も日本語と同様に語末に動詞が来るため、日本語母語話者にとっては比較的学びやすい言語と見られがちであるが、多くの語は英語との相関性はほぼないため、単語を記憶する面では、むしろ欧州系言語で英語学力を転用できるようなアドバンテージは効かない。また、変化の仕方は日本語のそれに近いが、変化系は多様に及んでおり、一筋縄ではいかない部分もある。発音面に関しては、近世までのアラビア文字を廃し、ラテン文字（アルファベット）に転用したため、ほぼ表音文字となっているので、比較的学びやすい。

### フランス語
フランス語は、スペイン語、ポルトガル語、イタリア語等と同じ系統を祖先としてもつロマンス系言語であり、両者間で類似性をスペルや文法面（たとえば目的格が動詞の前に置かれる等）から見出され、難易度としては、スペイン語やイタリア語と同等に見られる節があるが、スペイン語やイタリア語がほぼスペルそのままに発音できるのに対し、フランス語は、スペル通りの発音という訳にはいかず、ある程度の規則性があるものの、リエゾン（音の連結）や音の脱落などが、至るところで出現するため、発音に慣れるのにはそれなりの時間を要する。

### ベトナム語
ベトナム語は、ニューズウィーク調査による難易ランキングでは、日本人が学びやすい言語レベル2（4段階評価）にランクされており、中国語、スペイン語と並んで学びやすいとされている。これは、ベトナム語が孤立語であり、数や性による語形変化が全くないことが大きい。また、かつては中国の影響からチュノムと呼ばれる漢字に似た文字を採用していたが、フランス支配を契機にラテン文字を使ったクオックグーに移行したことも大きい。ただし、発音に関しては、中国語を上回る６つの声調をもち、難しい部類に入る。

### ヘブライ語
現代ヘブライ語に関しては比較的容易な言語である。ヘブライ語を公用語としているイスラエルでは、イスラエル国籍がないユダヤ人がイスラエルに「帰還」する際に、イスラエルにおける公用語のひとつである現代ヘブライ語を現地で生活するために学習しなければならない。その際に、ウルパンというヘブライ語教室においてかなり体系的にヘブライ語をヘブライ文字の読み方など非常に基本的な事柄から教授している。そして、ウルパンにおいて用いられるヘブライ語の教科書は様々なレベルの受講生にあわせて作成されており、ウルパンでヘブライ語を教授しているヘブライ語の教師たちは、受講生がヘブライ語を楽しくわかりやすく学習できるよう、教室内の環境も良好にするなど非常に洗練されている。また、すでに廃刊にはなってしまったが、シャアル・ラマトヒールというヘブライ語の新聞も発行され、同紙はヘブライ語のレベルは初級程度ではあるが、記事の内容はイスラエルの政治や中東和平などに関する事柄であるため、高等教育課程を受講したことがある成人がヘブライ語を学習する際に読解用の新聞としてウルパンなどにおいて用いられていた。また、日本においてもヘブライ語を教授する教室があり、ヘブライ語の受講生がヘブライ語を学習する動機は原則として聖書などに関心がある者が多く、まれにパレスチナ問題や中東和平などに関心がある者や、ヘブライ語話者と結婚するためにヘブライ語を学習する者もいる。そして、聖書ヘブライ語を学習する者は、最初に現代ヘブライ語を習得しそれから聖書ヘブライ語を学習するほうが最初から聖書ヘブライ語のみを学習するよりも学習することが容易である。また、ヘブライ語を修得するとアラビア語の学習が容易になり、ドイツ語とヘブライ語を修得するとイディッシュ語の学習が容易になる。

### モンゴル語
少なくとも日本語の母語話者にとっては、モンゴル語の学習は非常に容易である。モンゴル語は膠着語であるために文法的にも非常に近い。その点では朝鮮語も同じだが、朝鮮語にある激音、濃音といった日本人初学者には聞き取れない音声学上の違いもモンゴル語には存在しない。ただし、LとRの違いはモンゴルにも存在する。母音の「オ」と「ウ」が2種類あるが、これは円唇か平唇かの違いにすぎないので、日本語話者にとってはそれほど大きな負担にはなっていない。